# Hun-Superterran

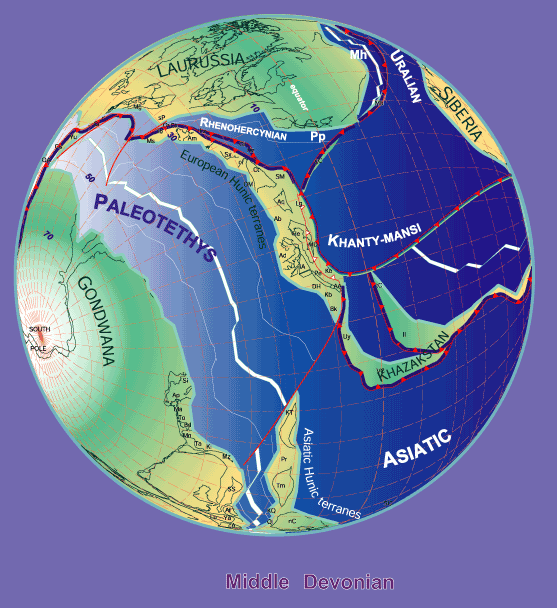
Plattentektonische Rekonstruktion zur Zeit des Mitteldevons. Lage des Hun-Superterrans zwischen Laurussia im Norden und Gondwana im Süden.

Das Hun-Superterran war in der Erdgeschichte ein Kleinkontinent (Terran), der sich im späten Silur von Gondwana löste und im Oberkarbon mit Laurussia verschweißt wurde. Neuere Vorstellungen gehen allerdings nicht mehr von einem einheitlichen Kleinkontinent aus, sondern von zwei größeren Gruppen von kontinentalen Krustenblöcken.

## Geschichte
Der Begriff des Hun-Superterrans wurde von einer Autorengruppe um Jürgen von Raumer und Gérard Stampfli Anfang der 1990er entwickelt und 1998 in die Literatur eingeführt. Sie gingen damals noch von einem einheitlichen Kleinkontinent aus. Der Name leitet sich vom Herrschaftsgebiet der Hunnen ab. Später rückten sie von der Vorstellung eines einheitlichen Kleinkontinents ab und gingen von zwei Teilgruppen aus, den Europäischen Hun-Terranen (European Hunic Terranes) und den Asiatischen Hun-Terranen (Asiatic Hunic Terranes), die durch eine Transformstörung voneinander getrennt sein sollen. Der westliche Teil der Europäischen Hun-Terrane ist die Armorica-Terrangruppe. Das Hun-Superterran gehört zu der übergeordneten Gruppe der Peri-Gondwanischen Terrane, die zu unterschiedlichen Zeiten während des Phanerozoikums vom Nordrand Gondwanas abbrachen, nach Norden drifteten und mit den Nordkontinenten Laurentia, Baltica und Laurussia/Laurasia verschmolzen wurden. Der Begriff ist bisher noch nicht allgemein anerkannt und wird vor allem von Bearbeitern des ehemaligen Tethys-Ozean benutzt.

## Entwicklung
Das Gebiet des Hun-Superterran war bis ins Obere Silur ein integraler Bestandteil Gondwanas. Die Europäischen Hun-Terrane lagen entlang der nordafrikanischen Küste bis etwa nördlich von Saudi-Arabien. Die Asiatischen Hun-Terrane schlossen sich östlich davon an. Das Grundgebirge ist cadomisch konsolidiert. Im Obersilur brachen sie von Gondwana ab und drifteten auf Laurussia zu. Zwischen dem Hun-Superterran und Laurussia wurde der Rheische Ozean unter das Hun-Superterran subduziert. Zwischen dem Hun-Superterran und Gondwana öffnete sich die Palaeotethys. Im Unterdevon kollidierten die Europäischen Hunischen Terrane zuerst mit Krustenblöcken, die vom Südrand Laurussias abgebrochen waren. Zwischen diesen Krustenblöcken und Laurussia hatte sich ein schmales Ozean-Becken geöffnet, der Rhenoherzynische Ozean. Im Oberkarbon kollidierte Gondwana mit Laurussia und bildete den Variszischen Faltengürtel. Die Europäischen Hun-Terrane wurden in den Variszischen Faltengürtel mit einbezogen. Im Osten blieb eine keilförmige Bucht der Palaeotethys zwischen Gondwana und Laurussia offen.